# 알바 (토끼)
알바(Alba)는 유전자 조작된 야광토끼이다. 예술가 에두아르도 카츠 교수의 도움을 받아 탄생되었다. 에쿼리아 빅토리아라는 해파리에서 볼 수 있는 GFP 유전자를 사용하여 푸른 빛에 노출될 때 형광 녹색을 나타낸다.

## 참고 문헌
1. ↑  김, 선혁 (2009년 4월 10일). 《「발레리나를 꿈꾼 로봇」본문 中 무대를 점령하는 로봇》. 살림. 58쪽.

## 같이 보기
- 녹색 형광 단백질